# Paço do Lumiar
Paço do Lumiar város Brazíliában, Maranhão államban. Lakosainak száma 145 643 fő (2022). Paço do Lumiar São Luís és Raposa községekkel határos.

## Népesség
A település népességének változása:
| Lakosok száma | 76 188 | 105 121 | 125 265 | 145 643 |
|               | 2000   | 2010    | 2021    | 2022    |